# Pavol Habera
Pavol Habera (Breznóbánya, 1962. április 12. –) szlovák énekes, dalszerző és musicalszínész. A Team szlovák rockegyüttes frontembere. Énekel, gitározik, esetenként billentyűs.
Rövid ideig az Amerikai Egyesült Államokban élt, jelenleg Prágában lakik. Partneve Daniela Peštová, cseh modell.
Pavol az egyike volt a Slovensko Má Tálent című szlovák tehetségkutató műsor három zsűritagjának.

## Szólóalbumok
- Pavol Habera (1991)
- Habera 2 (1992)
- Zhasni a svieť (1995)
- Habera '97 (1997)
- Boli sme raz milovaní (2000)
- To sa stáva (2006)

## Külső hivatkozások
- Pavol Habera hivatalos honlapja (szlovák nyelven)

## Fordítás
- Ez a szócikk részben vagy egészben  a   Pavol Habera című szlovák Wikipédia-szócikk ezen változatának fordításán alapul.  Az eredeti cikk szerkesztőit annak laptörténete sorolja fel. Ez a jelzés csupán a megfogalmazás eredetét és a szerzői jogokat jelzi, nem szolgál a cikkben szereplő információk forrásmegjelöléseként.

1. ↑  https://dnnt.mzk.cz/view/uuid:d2fe2400-afa8-11ec-8458-5ef3fc9bb22f?page=uuid:e1035680-afb0-11ec-8458-5ef3fc9bb22f (cseh nyelven), 2012. szeptember 20.